# Phobetron pithecium
Phobetron pithecium é um inseto da ordem Lepidoptera; uma mariposa, ou traça, norte-americana da família Limacodidae; classificada em 1797 pelo botânico britânico James Edward Smith, com o nome Phalaena pithecium, na página 147 da obra The natural history of the rarer lepidopterous insects of Georgia, volume 2; sendo a espécie-tipo do gênero Phobetron, classificado por Jacob Hübner em 1825; citada numa ampla distribuição geográfica que vai do sudeste do Canadá, em Ontário e Quebec, para o sul até a Flórida, na Região Sudeste dos Estados Unidos; e em direção ao oeste até o centro do Texas, centro de Oklahoma, leste do Kansas, Iowa e Minnesota; a maioria de seus espécimes vindos de habitats florestais; estando localmente denominada hag moth; na tradução para o portuguêsː "mariposa bruxa" ou "traça bruxa"; o nome "mariposa bruxa" aplicado à espécie Erebidae Ascalapha odorata, no Brasil.

## Nomenclatura vernácula
Sua fase de lagarta recebe a denominação vernácula inglesa monkey slug ("lesma-macaco"; não uma lesma verdadeira), sendo uma larva de corpo achatado e longos tentáculos pilosos e não-móveis em suas extremidades, os exibindo em cores entre castanho a marrom-arroxeado, podendo causar reações alérgicas ao toque (erucismo).

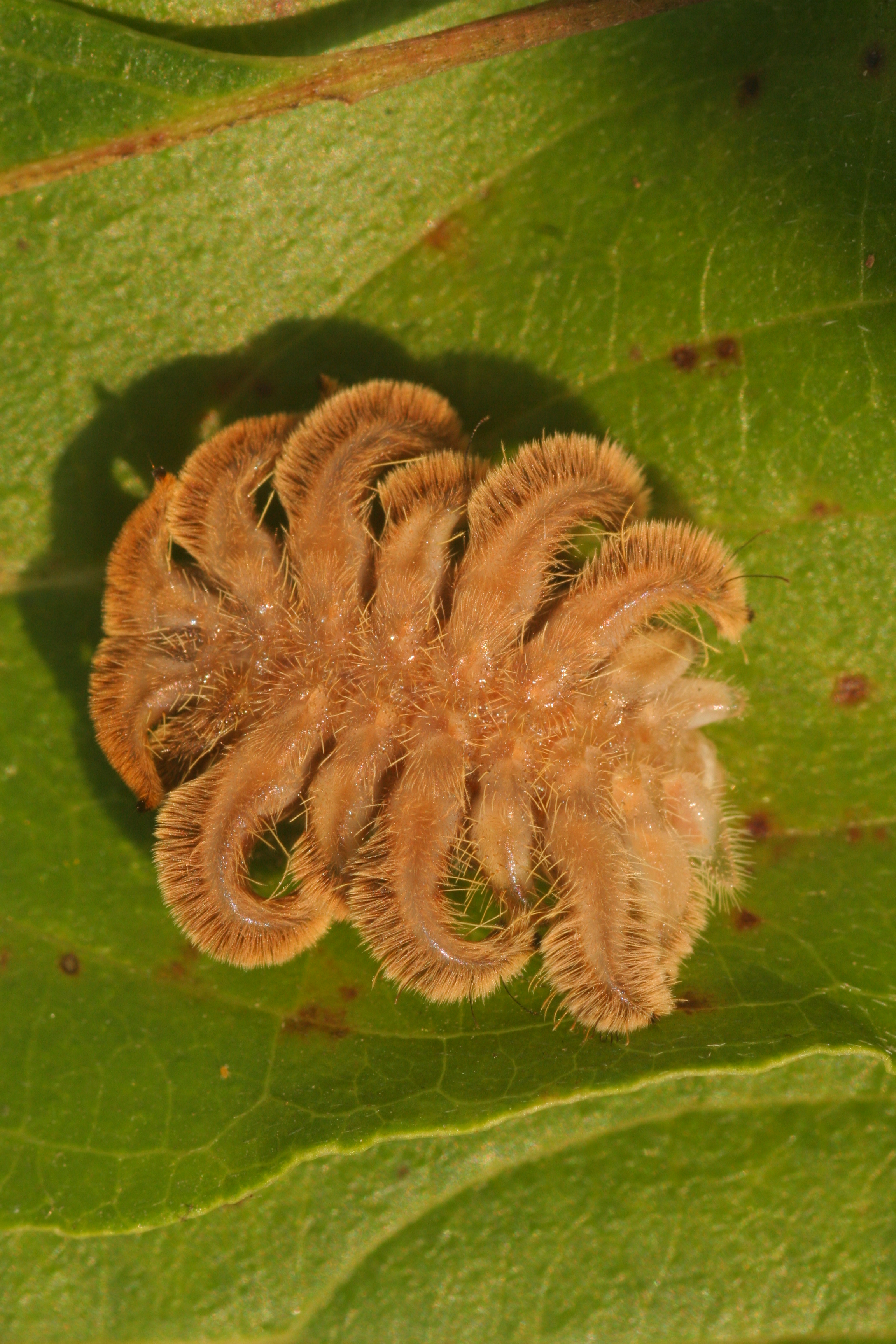
Fotografia da lagarta da mariposa P. pithecium.

## Lista de espécies e gêneros de plantas utilizadas por larvas deP. pithecium
Trata-se de uma lagarta generalista, se alimentando das seguintes espécies e gêneros de plantasː
- Acer leucoderme — Sapindaceae
- Acer saccharum (carvalho canadense ou bordo-açucareiro) — Sapindaceae
- Asimina triloba — Annonaceae
- Amelanchier canadensis — Rosaceae
- Betula nigra (bétula preta, bétula de rio ou bétula de água) — Betulaceae
- Carya — Juglandaceae
- Castanea — Fagaceae
- Celastrus — Celastraceae
- Cephalanthus occidentalis — Rubiaceae
- Citrus (laranjeira, limoeiro etc.) — Rutaceae
- Corylus (avelãzeira) — Betulaceae
- Diospyros virginiana (caqui americano) — Ebenaceae
- Fagus grandifolia (faia) — Fagaceae
- Fraxinus caroliniana — Oleaceae
- Fraxinus pennsylvanica — Oleaceae
- Gordonia lasianthus — Theaceae
- Hamamelis virginiana — Hamamelidaceae
- Ilex opaca — Aquifoliaceae
- Juglans nigra (nogueira-preta ou nogueira-negra) — Juglandaceae
- Malus domestica (macieira) — Rosaceae
- Morella cerifera — Myricaceae
- Populus tremuloides — Salicaceae
- Prunus virginiana — Rosaceae
- Pyrus (pereira) — Rosaceae
- Quercus alba (carvalho-branco) — Fagaceae
- Quercus coccinea — Fagaceae
- Quercus shumardii — Fagaceae
- Quercus velutina  — Fagaceae
- Quercus virginiana — Fagaceae
- Rosa (roseira) — Rosaceae
- Rubus — Rosaceae
- Salix (salgueiro) — Salicaceae
- Sassafras albidum — Lauraceae
- Swida — Cornaceae
- Tilia — Malvaceae
- Ulmus parvifolia (olmo) — Ulmaceae[7][9]